# Liga Femenina de baloncesto 2002-03
La temporada 2002-03 de la Liga Femenina fue la 40.ª temporada de la liga femenina de baloncesto. Se inició el 8 de septiembre de 2002 y acabó el 15 de mayo de 2003. Los playoffs sirvieron a Universitat de Barcelona - FC Barcelona quien ganó al Ros Casares Valencia en los playoffs 3–2.

## Liga regular
| Pos. | Equipo                                  | PJ | G  | P  | PF   | PC   | DP   | Pts | Clasificación o descenso  |
| ---- | --------------------------------------- | -- | -- | -- | ---- | ---- | ---- | --- | ------------------------- |
| 1    | Ros Casares Valencia                    | 26 | 24 | 2  | 1841 | 1518 | +323 | 50  | Clasifican a los Playoffs |
| 2    | Mann Filter Zaragoza                    | 26 | 21 | 5  | 2085 | 1860 | +225 | 47  | Clasifican a los Playoffs |
| 3    | Universitat de Barcelona - FC Barcelona | 26 | 21 | 5  | 2218 | 1885 | +333 | 47  | Clasifican a los Playoffs |
| 4    | Caja Rural de Canarias                  | 26 | 20 | 6  | 2039 | 1683 | +356 | 46  | Clasifican a los Playoffs |
| 5    | Puig d'en Valls Santa Eulalia           | 26 | 15 | 11 | 1868 | 1862 | +6   | 41  | Clasifican a los Playoffs |
| 6    | Perfumerías Avenida                     | 26 | 12 | 14 | 1827 | 1816 | +11  | 38  | Clasifican a los Playoffs |
| 7    | C. B. Ciudad de Burgos                  | 26 | 12 | 14 | 1747 | 1863 | −116 | 38  | Clasifican a los Playoffs |
| 8    | Celta Banco Simeón                      | 26 | 12 | 14 | 1758 | 1805 | −47  | 38  | Clasifican a los Playoffs |
| 9    | Cadí La Seu                             | 26 | 11 | 15 | 1820 | 1874 | −54  | 37  |                           |
| 10   | USP CEU-ADECCO Estudiantes              | 26 | 9  | 17 | 1787 | 1971 | −184 | 35  |                           |
| 11   | Extrugasa Muebles Carballo              | 26 | 8  | 18 | 1762 | 1899 | −137 | 34  |                           |
| 12   | Yaya María Breogán                      | 26 | 8  | 18 | 1585 | 1755 | −170 | 34  |                           |
| 13   | Symel Tenerife                          | 26 | 5  | 21 | 1718 | 2016 | −298 | 31  | Descenso a LF2            |
| 14   | Andalucía Aifos                         | 26 | 4  | 22 | 1808 | 2056 | −248 | 30  | Descenso a LF2            |

 Fuente: FEB

### Playoffs
|  | Cuartos de final                | Cuartos de final                | Cuartos de final                | Cuartos de final                | Cuartos de final         | Cuartos de final |                        |                        | Semifinales            | Semifinales            | Semifinales | Semifinales | Semifinales | Semifinales |  |  | Final | Final | Final | Final | Final | Final |
|  |                                 |                                 |                                 |                                 |                          |                  |                        |                        |                        |                        |             |             |             |             |  |  |       |       |       |       |       |       |
|  |                                 |                                 |                                 |                                 |                          |                  |                        |                        |                        |                        |             |             |             |             |  |  |       |       |       |       |       |       |
|  |                                 |                                 |                                 |                                 |                          |                  |                        |                        |                        |                        |             |             |             |             |  |  |       |       |       |       |       |       |
|  | 1 Ros Casares Valencia          | 1 Ros Casares Valencia          | 1 Ros Casares Valencia          | 1 Ros Casares Valencia          | 67                       | 55               |                        |                        |                        |                        |             |             |             |             |  |  |       |       |       |       |       |       |
|  | 1 Ros Casares Valencia          | 1 Ros Casares Valencia          | 1 Ros Casares Valencia          | 1 Ros Casares Valencia          | 67                       | 55               |                        |                        |                        |                        |             |             |             |             |  |  |       |       |       |       |       |       |
|  | 8 Celta Banco Simeón            | 8 Celta Banco Simeón            | 8 Celta Banco Simeón            | 8 Celta Banco Simeón            | 47                       | 48               |                        |                        |                        |                        |             |             |             |             |  |  |       |       |       |       |       |       |
|  | 8 Celta Banco Simeón            | 8 Celta Banco Simeón            | 8 Celta Banco Simeón            | 8 Celta Banco Simeón            | 47                       | 48               | 1 Ros Casares Valencia | 1 Ros Casares Valencia | 1 Ros Casares Valencia | 1 Ros Casares Valencia | 74          | 59          |             |             |  |  |       |       |       |       |       |       |
|  |                                 |                                 |                                 |                                 |                          |                  | 1 Ros Casares Valencia | 1 Ros Casares Valencia | 1 Ros Casares Valencia | 1 Ros Casares Valencia | 74          | 59          |             |             |  |  |       |       |       |       |       |       |
|  |                                 | 4 Caja Rural de Canarias        | 4 Caja Rural de Canarias        | 4 Caja Rural de Canarias        | 4 Caja Rural de Canarias | 61               | 50                     |                        |                        |                        |             |             |             |             |  |  |       |       |       |       |       |       |
|  | 4 Caja Rural de Canarias        | 4 Caja Rural de Canarias        | 4 Caja Rural de Canarias        | 4 Caja Rural de Canarias        | 4 Caja Rural de Canarias | 61               | 50                     | 96                     | 76                     |                        |             |             |             |             |  |  |       |       |       |       |       |       |
|  | 4 Caja Rural de Canarias        | 4 Caja Rural de Canarias        | 4 Caja Rural de Canarias        | 4 Caja Rural de Canarias        |                          |                  |                        |                        |                        |                        |             |             |             |             |  |  |       |       |       |       |       |       |
|  | 5 Puig d'en Valls Santa Eulalia | 5 Puig d'en Valls Santa Eulalia | 5 Puig d'en Valls Santa Eulalia | 5 Puig d'en Valls Santa Eulalia | 78                       | 70               |                        |                        |                        |                        |             |             |             |             |  |  |       |       |       |       |       |       |
|  | 5 Puig d'en Valls Santa Eulalia | 5 Puig d'en Valls Santa Eulalia | 5 Puig d'en Valls Santa Eulalia | 5 Puig d'en Valls Santa Eulalia | 78                       | 70               | 1 Ros Casares Valencia | 79                     | 74                     | 78                     | 97          | 70          |             |             |  |  |       |       |       |       |       |       |
|  |                                 |                                 |                                 |                                 |                          |                  | 1 Ros Casares Valencia | 79                     | 74                     | 78                     | 97          | 70          |             |             |  |  |       |       |       |       |       |       |
|  |                                 | 2 UB-FC Barcelona               | 81                              | 67                              | 92                       | 85               | 72                     |                        |                        |                        |             |             |             |             |  |  |       |       |       |       |       |       |
|  | 2 Mann Filter Zaragoza          | 2 Mann Filter Zaragoza          | 2 Mann Filter Zaragoza          | 2 Mann Filter Zaragoza          | 92                       | 85               | 72                     | 79                     | 84                     |                        |             |             |             |             |  |  |       |       |       |       |       |       |
|  | 2 Mann Filter Zaragoza          | 2 Mann Filter Zaragoza          | 2 Mann Filter Zaragoza          | 2 Mann Filter Zaragoza          |                          |                  |                        |                        |                        |                        |             |             |             |             |  |  |       |       |       |       |       |       |
|  | 7 C. B. Ciudad de Burgos        | 7 C. B. Ciudad de Burgos        | 7 C. B. Ciudad de Burgos        | 7 C. B. Ciudad de Burgos        | 55                       | 62               |                        |                        |                        |                        |             |             |             |             |  |  |       |       |       |       |       |       |
|  | 7 C. B. Ciudad de Burgos        | 7 C. B. Ciudad de Burgos        | 7 C. B. Ciudad de Burgos        | 7 C. B. Ciudad de Burgos        | 55                       | 62               | 2 Mann Filter Zaragoza | 2 Mann Filter Zaragoza | 2 Mann Filter Zaragoza | 2 Mann Filter Zaragoza | 106         | 85          |             |             |  |  |       |       |       |       |       |       |
|  |                                 |                                 |                                 |                                 |                          |                  | 2 Mann Filter Zaragoza | 2 Mann Filter Zaragoza | 2 Mann Filter Zaragoza | 2 Mann Filter Zaragoza | 106         | 85          |             |             |  |  |       |       |       |       |       |       |
|  |                                 | 3 UB-FC Barcelona               | 3 UB-FC Barcelona               | 3 UB-FC Barcelona               | 3 UB-FC Barcelona        | 113              | 109                    |                        |                        |                        |             |             |             |             |  |  |       |       |       |       |       |       |
|  | 3 UB-FC Barcelona               | 3 UB-FC Barcelona               | 3 UB-FC Barcelona               | 3 UB-FC Barcelona               | 3 UB-FC Barcelona        | 113              | 109                    | 85                     | 80                     |                        |             |             |             |             |  |  |       |       |       |       |       |       |
|  | 3 UB-FC Barcelona               | 3 UB-FC Barcelona               | 3 UB-FC Barcelona               | 3 UB-FC Barcelona               |                          |                  |                        |                        |                        |                        |             |             |             |             |  |  |       |       |       |       |       |       |
|  | 6 Perfumerías Avenida           | 6 Perfumerías Avenida           | 6 Perfumerías Avenida           | 6 Perfumerías Avenida           | 75                       | 72               |                        |                        |                        |                        |             |             |             |             |  |  |       |       |       |       |       |       |
|  | 6 Perfumerías Avenida           | 6 Perfumerías Avenida           | 6 Perfumerías Avenida           | 6 Perfumerías Avenida           | 75                       | 72               |                        |                        |                        |                        |             |             |             |             |  |  |       |       |       |       |       |       |

## Postemporada
- Campeonas de la Liga Femenina 2002-03: Universitat de Barcelona-FC Barcelona (1er título).
- Campeonas de la Copa de la Reina 2003: Ros Casares Valencia (2º título).
- Clasificadas para Euroliga 2003-04: Universitat de Barcelona-FC Barcelona y Ros Casares Valencia.
- Clasificadas para Eurocup 2003-04: Mann Filter Zaragoza, Caja Rural de Canarias y Puig d'en Valls Santa Eulalia.
- Descendidas a Liga Femenina 2 2003-04:  Andalucía Aifos y Symel Tenerife.
- Ascendidas de Liga Femenina 2 2002-03:  P.C. Mendíbil y Rivas Futura.